# Svarthornkammen
Svarthornkammen är en bergstopp i Antarktis. Den ligger i Östantarktis. Norge gör anspråk på området. Toppen på Svarthornkammen är 2 230 meter över havet.
Terrängen runt Svarthornkammen är huvudsakligen kuperad, men den allra närmaste omgivningen är platt. Trakten är obefolkad. Det finns inga samhällen i närheten. 